# Rondibilis lateralis
Rondibilis lateralis es una especie de escarabajo longicornio del género Rondibilis, tribu Acanthocinini, subfamilia Lamiinae. Fue descrita científicamente por Aurivillius en 1922.

## Descripción
Mide 6-10 milímetros de longitud.

## Distribución
Se distribuye por Filipinas.